# Лебед (филм)
Вижте пояснителната страница за други значения на Лебед.
„Лебед“ е български игрален филм (драма) от 1976 година на режисьора Румен Сурджийски. Сценарист на филма е Владимир Ганев. По мотиви от разказа „Инат хора“ от сборника „Дяволски опашки“ (1972 г.) на Ивайло Петров. Оператор е Лъчезар Виденов. Художник е Анастас Янакиев. Музиката във филма е композирана от Божидар Петков. Части от филма са заснети в Банкя, Созопол, Слънчев бряг и в залива „Алепу̀“, при нос „Малката Агалина“.

## Синопсис
Лебедът се счита за едно от най-красивите Божии творения. В редица митологии той представлява свещена птица – символ на чистотата, хармонията и благородието. За съжаление, не всички хора са способни да разберат и оценят по достойнство неговата красота и изящество. Когато една компания, тръгнала на лов, вижда по пътя си лебед, един от ловците решава да го отстреля и убива птицата. Слепотата за природната красота, води до принизяването ѝ до най-низки човешки потребности. А за всяка варварска постъпка има и възмездие.

## Актьорски състав
- Георги Калоянчев – Стоянов
- Йордан Спиров – Филипов
- Марио Маринов – Диков
- Явор Милушев – Милан
- Веско Зехирев – Гатьо
- Георги Попов
- Антоанета Кръстникова